# Universo Treviso Basket 2020-2021
Questa voce raccoglie le informazioni riguardanti l'Universo Treviso Basket nelle competizioni ufficiali della stagione 2020-2021.

## Stagione
La stagione 2020-2021 dell'Universo Treviso Basket sponsorizzata De'Longhi, è la 2ª nel massimo campionato italiano di pallacanestro, la Serie A.

## Roster
Aggiornato al 1 agosto 2019.
| De'Longhi Treviso 2020-21 | De'Longhi Treviso 2020-21 |
| Giocatori                 | Staff tecnico             |
| ------------------------- | ------------------------- |

| N. | Naz.                                        | Ruolo | Nome               | Anno | Alt.   | Peso   |  |
| -- | ------------------------------------------- | ----- | ------------------ | ---- | ------ | ------ |  |
| 1  | Stati Uniti (bandiera) · Polonia (bandiera) | PG    | David Logan        | 1982 | 185 cm | 77 kg  |  |
| 4  | Stati Uniti (bandiera)                      | G     | Tyler Cheese       | 1996 | 196 cm | 92 kg  |  |
| 4  | Stati Uniti (bandiera)                      | P     | DeWayne Russell    | 1994 | 180 cm | 70 kg  |  |
| 5  | Italia (bandiera)                           |       | Alessandro Buzzavo | 2003 |        |        |  |
| 6  | Italia (bandiera)                           | G     | Leonardo Faggian   | 2004 | 190 cm |        |  |
| 8  | Italia (bandiera)                           | C     | Giovanni Vildera   | 1995 | 205 cm | 105 kg |  |
| 9  | Italia (bandiera)                           | A     | Vittorio Bartoli   | 2002 | 201 cm | 99 kg  |  |
| 12 | Italia (bandiera)                           | P     | Matteo Imbrò (C)   | 1994 | 192 cm | 86 kg  |  |
| 13 | Italia (bandiera)                           | PG    | Lorenzo Piccin     | 2002 | 191 cm | 80 kg  |  |
| 15 | Italia (bandiera)                           | C     | Matteo Chillo      | 1993 | 203 cm | 104 kg |  |
| 21 | Nigeria (bandiera)                          | C     | Christian Mekowulu | 1995 | 205 cm | 110 kg |  |
| 24 | Polonia (bandiera)                          | AP    | Michał Sokołowski  | 1992 | 196 cm | 89 kg  |  |
| 30 | Stati Uniti (bandiera)                      | AP    | Jeffrey Carroll    | 1994 | 198 cm | 98 kg  |  |
| 45 | Italia (bandiera)                           | A     | Nicola Akele       | 1995 | 203 cm | 98 kg  |  |
| 52 | Stati Uniti (bandiera)                      | AP    | Trent Lockett      | 1990 | 196 cm | 95 kg  |  |
| -  | Italia (bandiera)                           | A     | Edoardo Ronca      | 2003 | 195 cm |        |  |
| -  | Italia (bandiera)                           | G     | Enrico Vettori     | 2004 | 192 cm |        |  |

| Allenatore                                                                                        |
| - Massimiliano Menetti                                                                            |
| Assistente/i                                                                                      |
| - Lorenzo Pomes - Francesco Tabellini Legenda - (C) Capitano - (IN) Inattivo - Infortunato Roster |

## Mercato

### Sessione estiva
| Acquisti | Acquisti           | Acquisti           | Acquisti      | Acquisti |
| R.a      | Nome               | da                 | Modalità      |          |
| -------- | ------------------ | ------------------ | ------------- | -------- |
| AP       | Jeffrey Carroll    | Bergamo B. 2014    | svincolato    |          |
| AC       | Giovanni Vildera   | N.P.C. Rieti       | svincolato    |          |
| C        | Christian Mekowulu | G.M. OrziBasket    | svincolato    |          |
| AC       | Alvise Sarto       | Pall. Mantovana    | fine prestito |          |
| A        | Nicola Akele       | Vanoli Cremona     | svincolato    |          |
| P        | DeWayne Russell    | Crailsheim Merlins | svincolato    |          |
| G        | Tyler Cheese       | Akron Zips         | svincolato    |          |

| Cessioni | Cessioni         | Cessioni            | Cessioni       | Cessioni |
| R.       | Nome             | a                   | Modalità       |          |
| -------- | ---------------- | ------------------- | -------------- | -------- |
| AP       | Ivan Almeida     | Ironi Nahariya      | fine contratto |          |
| C        | Amedeo Tessitori | Virtus Bologna      | fine contratto |          |
| A        | Jordan Parks     | Napoli Basket       | fine contratto |          |
| A        | Davide Alviti    | Pall. Trieste       | fine contratto |          |
| P        | Aleksej Nikolić  | Partizan            | fine prestito  |          |
| AC       | Isaac Fotu       | Reyer Venezia       | fine contratto |          |
| AC       | Alvise Sarto     | Treviglio           | fine contratto |          |
| P        | Manuel Saladini  | Benedetto XIV Cento | fine contratto |          |
| G        | Lorenzo Uglietti | Napoli Basket       | fine contratto |          |

### Dopo l'inizio della stagione
| Acquisti | Acquisti          | Acquisti       | Acquisti        | Acquisti   |
| R.       | Nome              | da             | Data            | Modalità   |
| -------- | ----------------- | -------------- | --------------- | ---------- |
| AP       | Michał Sokołowski | Legia Varsavia | 16 ottobre 2020 | svincolato |
| GA       | Trent Lockett     | Free agent     | 29 gennaio 2021 | svincolato |

| Cessioni | Cessioni        | Cessioni       | Cessioni        | Cessioni    |
| R.       | Nome            | a              | Data            | Modalità    |
| -------- | --------------- | -------------- | --------------- | ----------- |
| G        | Tyler Cheese    | Vilpas Vikings | 26 ottobre 2020 | rescissione |
| AP       | Jeffrey Carroll | Pall. Biella   | 25 gennaio 2021 | rescissione |